# Lingua dei segni nepalese
La lingua dei segni di nepalese (NeSL, Nepali Sign Language) è una lingua dei segni sviluppata spontaneamente dai sordi nello stato del Nepal, su una popolazione di circa 300 000, secondo i dati ufficiali della Federazione nazionale dei sordi del Nepal (National Federation of the Deaf Nepal, NFDN). È di particolare interesse per i linguisti perché offre un'opportunità unica di studiare la nascita di una lingua molto sviluppata dagli istituti per sordi e di una dattilologia simile agli altri alfabeti manuali.